# Kostas Manolas
Konstantinos ("Kostas") Manolas (Grieks: Κωνσταντίνος ("Κώστας") Μανωλάς) (Naxos, 14 juni 1991) is een Grieks professioneel voetballer die doorgaans speelt als centrale verdediger. In juli 2025 verliet hij Pannaxiakos. Manolas maakte in 2013 zijn debuut in het Grieks voetbalelftal.

## Clubcarrière
Manolas speelde tot 2009 bij Thrasyvoulos Fylis. In de zomer van dat jaar werd hij echter aangetrokken door zijn oom Stelios Manolas, die bij AEK Athene technisch directeur was. In de Griekse hoofdstad tekende de verdediger voor de duur van drie seizoenen. Vanaf zijn tweede seizoen bij AEK was Manolas een vaste waarde in de defensie. In 2012 nam Olympiakos hem over. Die club nam hem transfervrij over en liet hem voor vier jaar tekenen. In 2014 nam AS Roma hem over, dat dertien miljoen euro voor hem betaalde aan Olympiakos en de Italiaanse club nam nog twee miljoen euro aan eventuele prestatiebonussen op in de overeenkomst. Binnen Italië maakte Manolas in de zomer van 2019 voor een bedrag van circa zesendertig miljoen euro de overstap naar Napoli. In januari 2022 keerde hij terug naar Olympiakos, voor tweeënhalf miljoen euro. Zijn terugkeer bij de Griekse topclub duurde acht maanden, voor hij overgenomen werd door Sharjah. In januari 2024 liet hij die club achter zich. Na een maand keerde de Griek terug in Italië, waar hij voor Salernitana tekende.
In oktober 2024 tekende Manolas bij Pannaxiakos, een club op het vierde Griekse niveau waar hij ook in de jeugd speelde. In zijn eerste wedstrijd scoorde hij vijf keer.

## Clubstatistieken
| Seizoen | Club               | Competitie   | Competitie | Competitie | Beker | Beker | Internationaal | Internationaal | Totaal | Totaal |
| Seizoen | Club               | Competitie   | Wed.       | Dlp.       | Wed.  | Dlp.  | Wed.           | Dlp.           | Wed.   | Dlp.   |
| ------- | ------------------ | ------------ | ---------- | ---------- | ----- | ----- | -------------- | -------------- | ------ | ------ |
| 2008/09 | Thrasyvoulos Fylis | Super League | 5          | 0          | 0     | 0     | —              | —              | 5      | 0      |
| 2009/10 | AEK Athene         | Super League | 10         | 1          | 0     | 0     | —              | —              | 10     | 1      |
| 2010/11 | AEK Athene         | Super League | 27         | 1          | 3     | 1     | 6              | 1              | 36     | 3      |
| 2011/12 | AEK Athene         | Super League | 29         | 1          | 2     | 0     | 7              | 1              | 38     | 2      |
| 2012/13 | Olympiakos         | Super League | 24         | 1          | 6     | 0     | 7              | 0              | 37     | 1      |
| 2013/14 | Olympiakos         | Super League | 25         | 3          | 5     | 0     | 7              | 2              | 37     | 5      |
| 2014/15 | AS Roma            | Serie A      | 30         | 0          | 1     | 0     | 10             | 0              | 41     | 0      |
| 2015/16 | AS Roma            | Serie A      | 37         | 2          | 0     | 0     | 8              | 0              | 45     | 2      |
| 2016/17 | AS Roma            | Serie A      | 33         | 1          | 3     | 0     | 9              | 0              | 45     | 1      |
| 2017/18 | AS Roma            | Serie A      | 29         | 2          | 0     | 0     | 11             | 2              | 40     | 4      |
| 2018/19 | AS Roma            | Serie A      | 27         | 1          | 1     | 0     | 7              | 1              | 35     | 2      |
| 2019/20 | Napoli             | Serie A      | 26         | 4          | 3     | 0     | 6              | 0              | 35     | 4      |
| 2020/21 | Napoli             | Serie A      | 30         | 0          | 3     | 0     | 0              | 0              | 33     | 0      |
| 2021/22 | Napoli             | Serie A      | 4          | 0          | 0     | 0     | 3              | 0              | 7      | 0      |
| 2021/22 | Olympiakos         | Super League | 11         | 0          | 1     | 0     | 2              | 0              | 14     | 0      |
| 2022/23 | Olympiakos         | Super League | 3          | 0          | 0     | 0     | 5              | 0              | 8      | 0      |
| 2022/23 | Sharjah            | Pro League   | 18         | 0          | 6     | 0     | —              | —              | 24     | 0      |
| 2023/24 | Sharjah            | Pro League   | 8          | 0          | 3     | 0     | 3              | 0              | 14     | 0      |
| 2023/24 | Salernitana        | Serie A      | 8          | 0          | 0     | 0     | —              | —              | 8      | 0      |
| Totaal  | Totaal             | Totaal       | 381        | 17         | 37    | 1     | 86             | 8              | 503    | 26     |

Bijgewerkt op 3 juli 2025.

## Interlandcarrière
Manolas debuteerde op 6 februari 2013 voor het Grieks voetbalelftal. Op die dag werd er met 0-0 gelijkgespeeld tegen Zwitserland. De verdediger mocht van bondscoach Fernando Santos in de basis beginnen en de volledige negentig minuten meespelen. Manolas speelde tevens mee tijdens een van de twee beslissende play-offwedstrijden tegen Roemenië, die bepaalden dat Griekenland naar het wereldkampioenschap voetbal 2014 zou gaan. Op dat toernooi speelde hij alle wedstrijden van Griekenland, waaronder de verloren achtste finale tegen Costa Rica.
| Interlands van Kostas Manolas voor Griekenland | Interlands van Kostas Manolas voor Griekenland | Interlands van Kostas Manolas voor Griekenland | Interlands van Kostas Manolas voor Griekenland | Interlands van Kostas Manolas voor Griekenland | Interlands van Kostas Manolas voor Griekenland | Interlands van Kostas Manolas voor Griekenland |
| №                                              | Datum                                          | Wedstrijd                                      | Uitslag                                        | Competitie                                     | Goals                                          |                                                |
| Als speler bij Olympiakos                      | Als speler bij Olympiakos                      | Als speler bij Olympiakos                      | Als speler bij Olympiakos                      | Als speler bij Olympiakos                      | Als speler bij Olympiakos                      | Als speler bij Olympiakos                      |
| ---------------------------------------------- | ---------------------------------------------- | ---------------------------------------------- | ---------------------------------------------- | ---------------------------------------------- | ---------------------------------------------- | ---------------------------------------------- |
| 1                                              | 6 februari 2013                                | Griekenland – Zwitserland                      | 0 – 0                                          | Vriendschappelijk                              |                                                |                                                |
| 2                                              | 7 juni 2013                                    | Litouwen – Griekenland                         | 0 – 1                                          | WK 2014 kwalificatie                           |                                                |                                                |
| 3                                              | 14 augustus 2013                               | Oostenrijk – Griekenland                       | 0 – 2                                          | Vriendschappelijk                              |                                                |                                                |
| 4                                              | 11 oktober 2013                                | Griekenland – Slowakije                        | 1 – 0                                          | WK 2014 kwalificatie                           |                                                |                                                |
| 5                                              | 19 november 2013                               | Roemenië – Griekenland                         | 1 – 1                                          | WK 2014 kwalificatie                           |                                                |                                                |
| 6                                              | 5 maart 2014                                   | Griekenland – Zuid-Korea                       | 0 – 2                                          | Vriendschappelijk                              |                                                |                                                |
| 7                                              | 31 mei 2014                                    | Portugal – Griekenland                         | 0 – 0                                          | Vriendschappelijk                              |                                                |                                                |
| 8                                              | 3 juni 2014                                    | Nigeria – Griekenland                          | 0 – 0                                          | Vriendschappelijk                              |                                                |                                                |
| 9                                              | 6 juni 2014                                    | Bolivia – Griekenland                          | 1 – 2                                          | Vriendschappelijk                              |                                                |                                                |
| 10                                             | 14 juni 2014                                   | Colombia – Griekenland                         | 3 – 0                                          | WK 2014                                        |                                                |                                                |
| 11                                             | 19 juni 2014                                   | Japan – Griekenland                            | 0 – 0                                          | WK 2014                                        |                                                |                                                |
| 12                                             | 24 juni 2014                                   | Griekenland – Ivoorkust                        | 2 – 1                                          | WK 2014                                        |                                                |                                                |
| 13                                             | 29 juni 2014                                   | Costa Rica – Griekenland                       | 1 – 1 (5 – 3 n.s.)                             | WK 2014                                        |                                                |                                                |
| Als speler bij AS Roma                         |                                                |                                                |                                                |                                                |                                                |                                                |
| 14                                             | 7 september 2014                               | Griekenland – Roemenië                         | 0 – 1                                          | EK 2016 kwalificatie                           |                                                |                                                |
| 15                                             | 11 oktober 2014                                | Finland – Griekenland                          | 1 – 1                                          | EK 2016 kwalificatie                           |                                                |                                                |
| 16                                             | 14 oktober 2014                                | Griekenland – Noord-Ierland                    | 0 – 2                                          | EK 2016 kwalificatie                           |                                                |                                                |
| 17                                             | 14 november 2014                               | Griekenland – Faeröer                          | 0 – 1                                          | EK 2016 kwalificatie                           |                                                |                                                |
| 18                                             | 18 november 2014                               | Griekenland – Servië                           | 0 – 2                                          | Vriendschappelijk                              |                                                |                                                |
| 19                                             | 29 maart 2015                                  | Hongarije – Griekenland                        | 0 – 0                                          | EK 2016 kwalificatie                           |                                                |                                                |
| 20                                             | 13 juni 2015                                   | Faeröer – Griekenland                          | 2 – 1                                          | EK 2016 kwalificatie                           |                                                |                                                |
| 21                                             | 7 september 2015                               | Roemenië – Griekenland                         | 0 – 0                                          | EK 2016 kwalificatie                           |                                                |                                                |
| 22                                             | 17 november 2015                               | Turkije – Griekenland                          | 3 – 0                                          | Vriendschappelijk                              |                                                |                                                |
| 23                                             | 24 maart 2016                                  | Griekenland – Montenegro                       | 2 – 1                                          | Vriendschappelijk                              |                                                |                                                |
| 24                                             | 1 september 2016                               | Nederland – Griekenland                        | 1 – 2                                          | Vriendschappelijk                              |                                                |                                                |
| 25                                             | 6 september 2016                               | Gibraltar – Griekenland                        | 1 – 4                                          | WK 2018 kwalificatie                           |                                                |                                                |
| 26                                             | 7 oktober 2016                                 | Griekenland – Cyprus                           | 2 – 0                                          | WK 2018 kwalificatie                           |                                                |                                                |
| 27                                             | 10 oktober 2016                                | Estland – Griekenland                          | 0 – 2                                          | WK 2018 kwalificatie                           |                                                |                                                |
| 28                                             | 25 maart 2017                                  | België – Griekenland                           | 1 – 1                                          | WK 2018 kwalificatie                           |                                                |                                                |
| 29                                             | 9 juni 2017                                    | Bosnië en Herzegovina – Griekenland            | 0 – 0                                          | WK 2018 kwalificatie                           |                                                |                                                |
| 30                                             | 31 augustus 2017                               | Griekenland – Estland                          | 0 – 0                                          | WK 2018 kwalificatie                           |                                                |                                                |
| 31                                             | 3 september 2017                               | Griekenland – België                           | 1 – 2                                          | WK 2018 kwalificatie                           |                                                |                                                |
| 32                                             | 7 oktober 2017                                 | Cyprus – Griekenland                           | 1 – 2                                          | WK 2018 kwalificatie                           |                                                |                                                |
| 33                                             | 12 november 2017                               | Griekenland – Kroatië                          | 0 – 0                                          | WK 2018 kwalificatie                           |                                                |                                                |
| 34                                             | 23 maart 2018                                  | Griekenland – Zwitserland                      | 0 – 1                                          | Vriendschappelijk                              |                                                |                                                |
| 35                                             | 8 september 2018                               | Estland – Griekenland                          | 0 – 1                                          | Nations League 2018/19                         |                                                |                                                |
| 36                                             | 11 september 2018                              | Hongarije – Griekenland                        | 2 – 1                                          | Nations League 2018/19                         | 18'                                            |                                                |
| 37                                             | 12 oktober 2018                                | Griekenland – Hongarije                        | 1 – 0                                          | Nations League 2018/19                         |                                                |                                                |
| 38                                             | 15 oktober 2018                                | Finland – Griekenland                          | 2 – 0                                          | Nations League 2018/19                         |                                                |                                                |
| 39                                             | 15 november 2018                               | Griekenland – Finland                          | 1 – 0                                          | Nations League 2018/19                         |                                                |                                                |
| 40                                             | 8 juni 2019                                    | Griekenland – Italië                           | 0 – 3                                          | EK 2020 kwalificatie                           |                                                |                                                |
| Als speler bij AS Roma                         |                                                |                                                |                                                |                                                |                                                |                                                |
| 41                                             | 5 september 2019                               | Finland – Griekenland                          | 1 – 0                                          | EK 2020 kwalificatie                           |                                                |                                                |
| 42                                             | 8 september 2019                               | Griekenland – Liechtenstein                    | 1 – 1                                          | EK 2020 kwalificatie                           |                                                |                                                |

Bijgewerkt op 3 juli 2025.

## Erelijst
| Competitie          |            |                           |            |            |
| Competitie          | Aantal     | Jaren                     |            |            |
| AEK Athene          | AEK Athene | AEK Athene                | AEK Athene | AEK Athene |
| ------------------- | ---------- | ------------------------- | ---------- | ---------- |
| Kupello Ellados     | 1          | 2010/11                   |            |            |
| Olympiakos          |            |                           |            |            |
| Super League        | 3          | 2012/13, 2013/14, 2021/22 |            |            |
| Kupello Ellados     | 1          | 2012/13                   |            |            |
| Napoli              |            |                           |            |            |
| Coppa Italia        | 1          | 2019/20                   |            |            |
| Sharjah             |            |                           |            |            |
| UAE President's Cup | 1          | 2023                      |            |            |
| UAE League Cup      | 1          | 2023                      |            |            |
| UAE Super Cup       | 1          | 2022                      |            |            |